# Galeria Hosso w Kołobrzegu

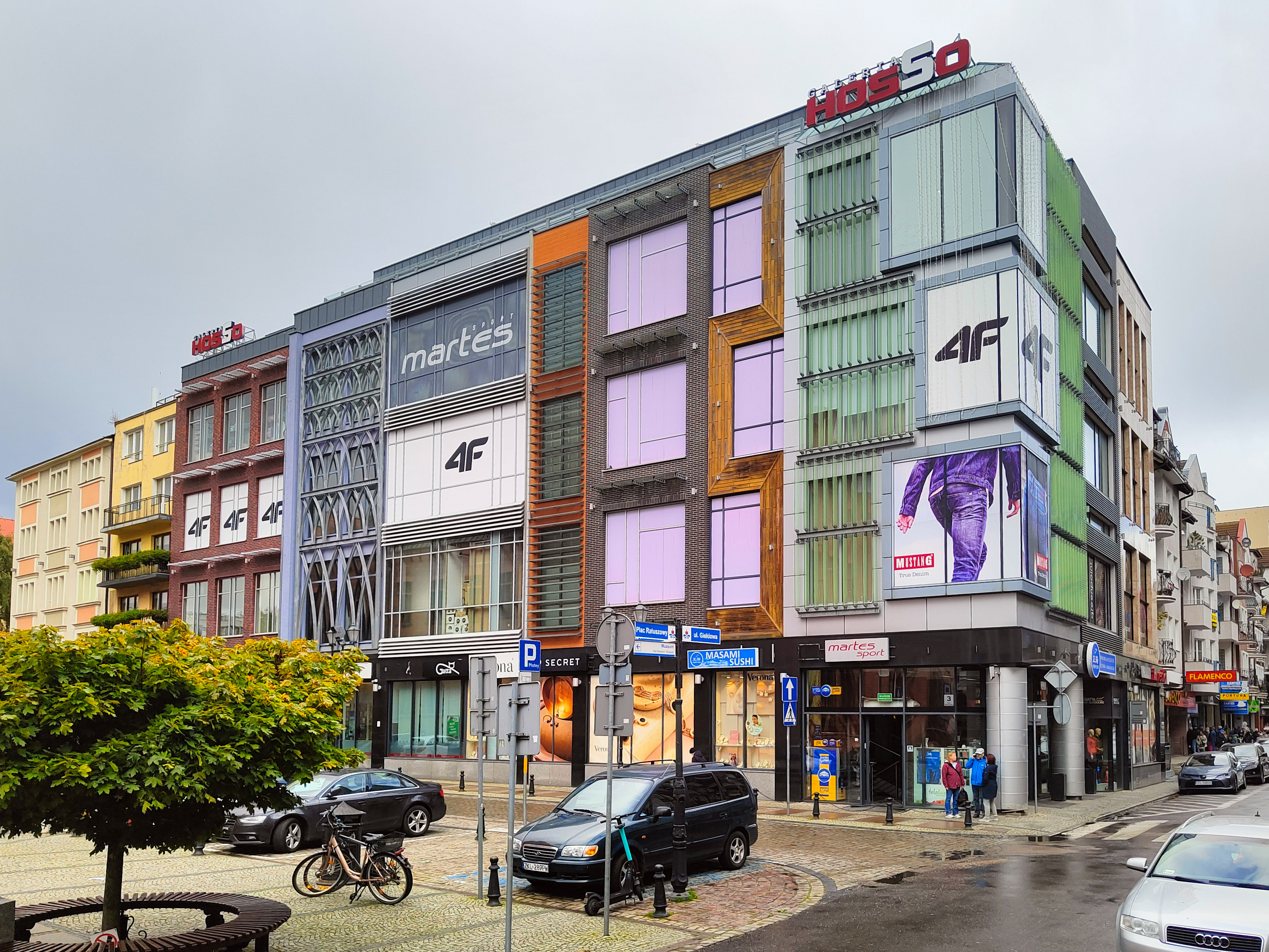
Galeria Hosso w Kołobrzegu

Galeria Hosso w Kołobrzegu – galeria handlowa w Kołobrzegu, przy placu Ratuszowym 3. 

## Historia miejsca
Pierwszy dom handlowy w tym miejscu otwarty został przez rostockiego kupca 12 marca 1914 roku, a jego pełna nazwa brzmiała Dom towarowy Gustawa Zeecka. Aby go zbudować, Zeeck wykupił, a następnie kazał wyburzyć osiem kamienic przy placu Ratuszowym i dzisiejszej ul. Giełdowej. Przedsiębiorstwo zajmowało się szyciem i sprzedażą odzieży oraz bielizny. W okresie międzywojennym został rozbudowany. W tym celu należało wyburzyć kamienice mieszczańskie w kierunku dzisiejszej ulicy Ratuszowej. Był to w ówczesnym Kolbergu największy dom handlowy, który w okresie swojej świetności zatrudniał blisko 400 osób. Sklep istniał do rozpoczęcia II wojny światowej. W jej czasie został zamieniony na biurowiec. Zniszczenie budynku nastąpiło pod koniec wojny gdy na gmach spadły bomby lotnicze. Wnętrze zostało całkowicie spalone, a strop zawalony. 
Ruiny budynku stały przez kilkanaście lat od zakończenia wojny, do połowy lat 60., gdy rozpoczęto w tym miejscu budowę Fabryki Podzespołów Radiowych Elwa, który wchodził w skład Zjednoczenia Przemysłu Elektronicznego Unitra. W okresie Polskiej Rzeczypospolitej Ludowej była to największa fabryka w mieście. W latach 90. zakład upadł i został postawiony w stan likwidacji. Jego sprzęt oraz część budynków sprzedano. W miejscu zburzonych budynków postawiono nowe kamienice stylizowane na przedwojenne, pozostał nieużytkowany  przez kilka lat główny budynek. Było wiele pomysłów na zagospodarowanie budynku. Planowano stworzyć tam nowoczesny biurowiec, zburzyć gmach i zbudować kamienice. Pojawiały się też pomysły stworzenia tam park młodzieży. 
W roku 2005 budynek kupiła firma z Gryfic i w ciągu kilkunastu miesięcy przebudowała go w stylu postmodernistycznym na nowoczesną galerię handlową z windą, ruchomymi schodami i klimatyzacją. Na najwyższym piętrze powstały lokale gastronomiczne, a na dachu budynku ekskluzywna restauracja. 

## Nagrody i wyróżnienia
Projekt przebudowy Elwy w centrum handlowe został wyróżniony przez Ogólnopolskie Czasopismo Budowlane RomDom za modernizację wnętrz galerii Hosso.
W roku 2012 tygodnik „Polityka” ogłosiła plebiscyt „Arcydzieła i arcymaszkary” w którym znalazła się również galeria Hosso. Uzasadnienie umieszczenia galerii w nominacjach brzmiało:

Dowód na tezę, że czasem lepiej postawić banalny, lecz nieinwazyjny klocek, niż silić się na oryginalność.
Miało być w duchu historycznej starówki, a wyszła tandetna dekoracja od Disneya.

Ostatecznie galeria zajęła 13. miejsce spośród 15 nominowanych budowli. W uzasadnieniu można przeczytać:

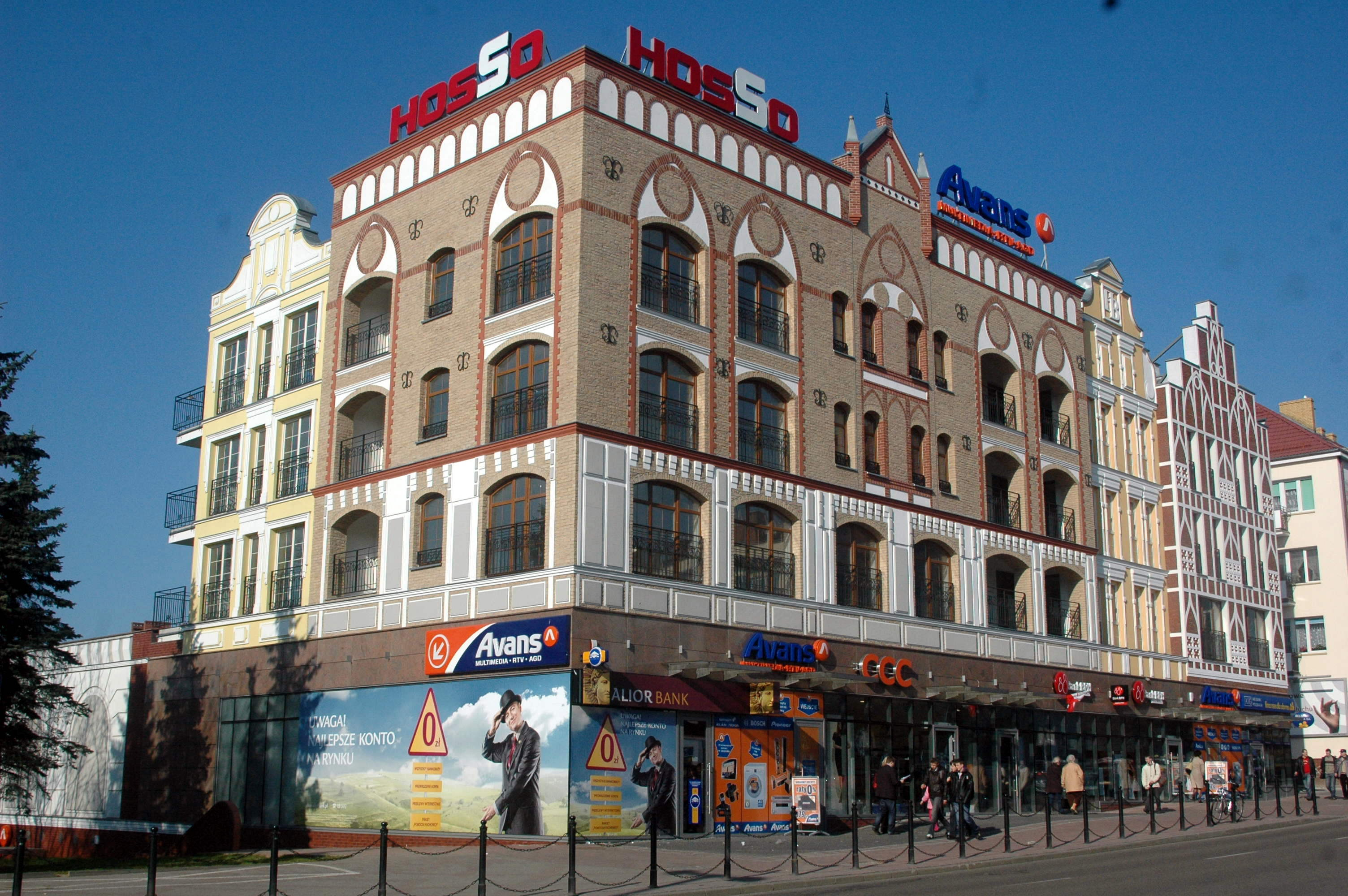
Galeria Hosso w Koszalinie

Na liście naszych typów do arcymaszkary umieściliśmy galerię Hosso w Kołobrzegu. Tymczasem w jej cieniu podstępnie skryła się bliźniacza galeria Hosso w Koszalinie, przy której ta kołobrzeska to prawdziwy cud architektury. Wielu czytelników domagało się od nas zamiany jednej na drugą i gdyby to było możliwe, na pewno byśmy tak uczynili.

## Inne galerie o tej nazwie
Oprócz galerii w Kołobrzegu galerie Hosso istnieją też w Białogardzie, Gryficach i Szczecinku oraz biurowiec w Koszalinie.